# Liechtensteiner-Cup 1959-1960
La Liechtensteiner-Cup 1959-1960 è stata la 15ª edizione della coppa nazionale del Liechtenstein conclusa con la vittoria finale del Vaduz, al suo nono titolo, quinto consecutivo.
Della competizione è noto solo il risultato della finale.

## Finale
| Vaduz | Vaduz | 3 – 2 | FC Schaan |  |